# Sucre
|  | Per a altres significats, vegeu «Sucre (desambiguació)». |

Cristalls de sucre vistos amb augment

Sucre és el nom comú que es dona als sucres refinats, normalment de color blanc i en forma de cristalls menuts i que es fa servir per a endolcir postres i aliments en general.
El nom sucre es fa servir també per a diferents monosacàrids i disacàrids, que generalment tenen sabor dolça, encara que per extensió es refereix als hidrats de carboni que contenen diferents grups alcohòlics i un grup aldehídic o cetònic.
El sucre de taula normalment consumit correspon a la sacarosa, un disacàrid format per una molècula de glucosa i una de fructosa, que s'obté generalment de la canya de sucre o de la remolatxa. La sacarosa es fa servir per a donar un gust dolç als aliments i en la fabricació de confits, pastissos, conserves, begudes alcohòliques i no alcohòliques i aliments ultraprocessats, entre molts altres productes. La sacarosa és present en quantitats limitades en moltes plantes, fins i tot en diversos margallons, però la remolatxa sucrera i la canya de sucre en són les úniques fonts importants per al comerç. Més de 50% del consum mundial de sucre s'obté de la canya de sucre, que creix en climes tropicals i subtropicals. La resta procedeix de la remolatxa sucrera, que creix en països temperats i és la font principal de sucre per a la major part d'Europa.
Cada dia és més freqüent en plats i dolços preparats de trobar-hi altres sucres diferents, només glucosa, sols fructosa o barrejats amb edulcorants artificials. Altres sucres són la galactosa i la lactosa.

## Etimologia
El mot sucre deriva de l'àrab súkkar (سكر) que al seu torn derivaria del sànscrit çárkarā (शर्करा) per mediació del mot irànic šakar, els àrabs van conèixer el sucre en arribar a Pèrsia l'any 642 i per llur mitjanceria arribaria a Europa. El mot contemporani en italià és zucchero, mentre que la traducció en castellà i portuguès, azúcar i açúcar respectivament, s'acosta més a la paraula en àrab, si s'hi inclou l'article. En francès s'escriu com en català, sucre, per bé que en francès antic s'escrivia zuchre. La versió grega més antiga que es conserva és σάκχαρις (sákkʰaris) Encara s'ha de fer un estudi profund sobre la traçabilitat etimològica del terme.

## Història

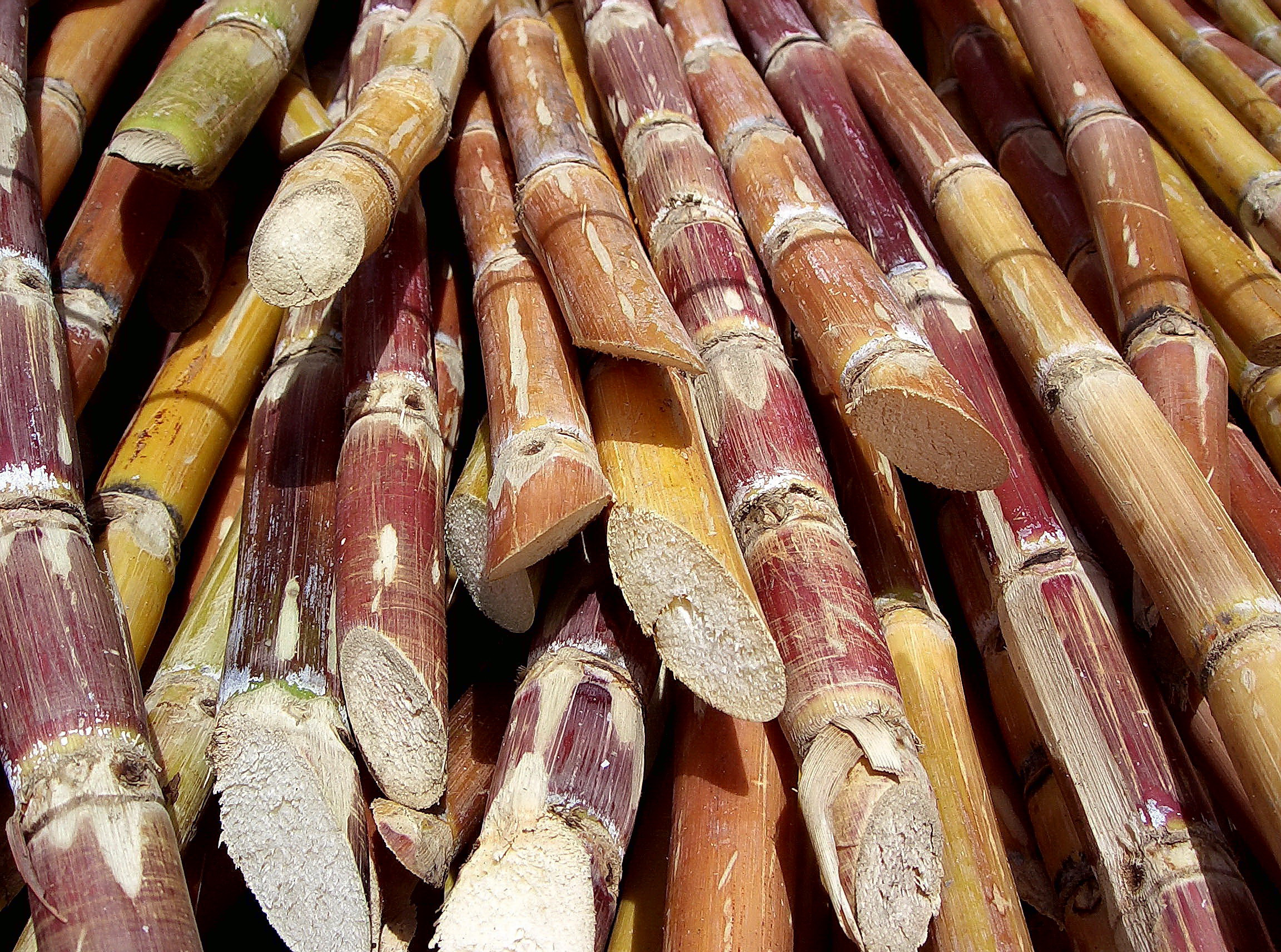
Canya de sucre

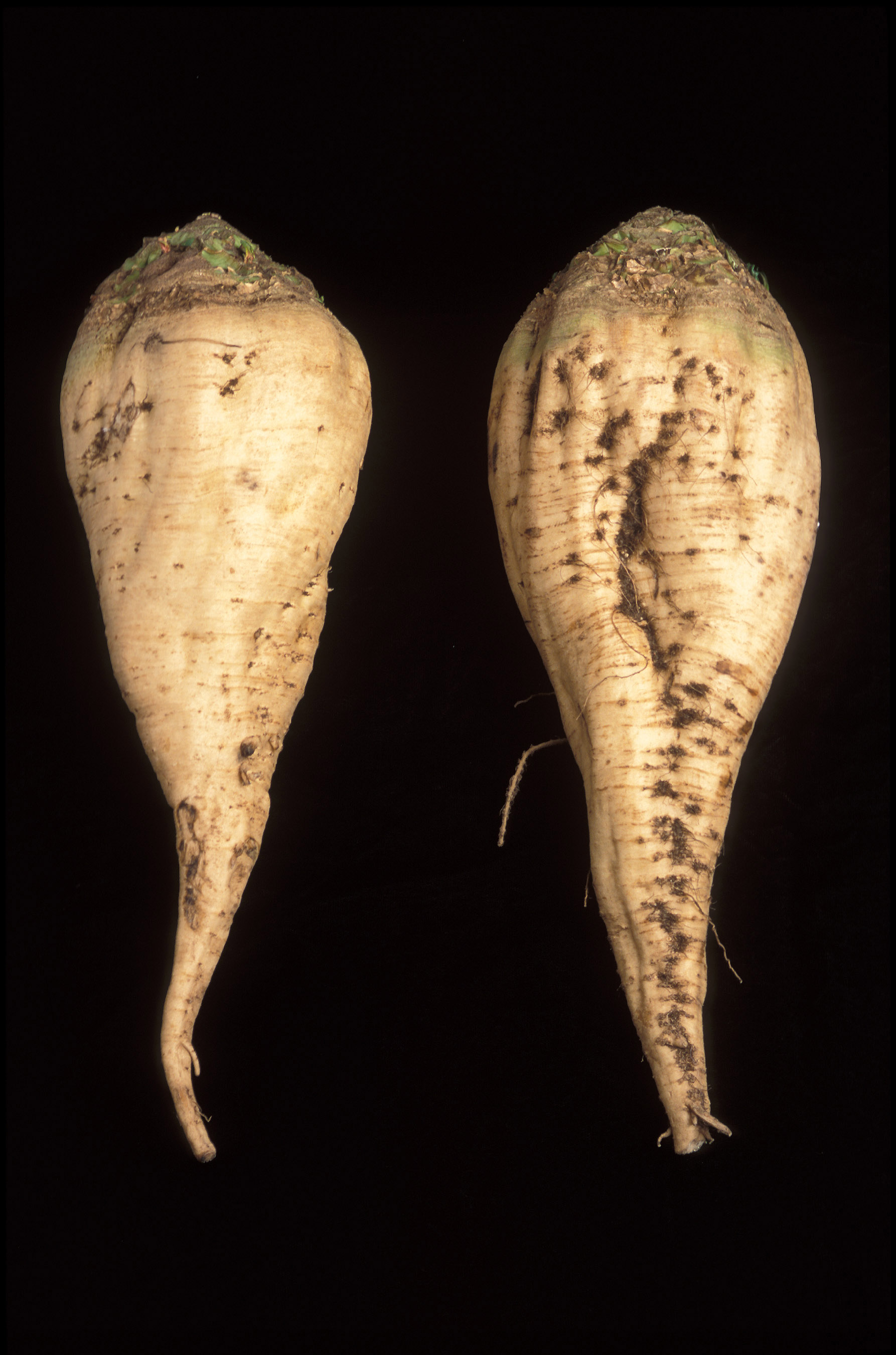
Remolatxa sucrera

### Antiguitat i Edat Mitjana
Originalment, l'ésser humà mastegava la canya de sucre per a extreure'n la seva dolçor. El cultiu de sucre va començar al nord-est de l'Índia uns 10.000 anys abans de Crist i al Pacífic Sud prop de 6.000 anys abans de Crist. Altres proves arqueològiques associen el conreu del sucre amb la civilització de la Vall de l'Indus. Els indis van descobrir la manera de cristal·litzar el sucre durant la dinastia Gupta cap a l'any 350. Els xinesos també coneixien el procés d'extracció i refinament de la canya de sucre des de temps llunyans.
Durant la revolució agrícola musulmana, els àrabs adoptaren les tècniques de producció de sucre de l'Índia i les van refinar en un sistema de producció més industrial. Van crear els primers ingenis per a l'elaboració del sucre, amb refineries, fàbriques i plantacions.
Per la seva banda, la cultura romana sembla que va desconèixer, completament o en gran part, el potencial endolcidor del sucre, i feien servir la mel.
En el segle xii ja existien a l'illa de Sicília trapigs per a la trituració de la canya desenvolupats pels àrabs. El duc d'Oliva el va introduir al País Valencià vers la fi del segle xiv. Això va fer possible l'expansió econòmica de les plantacions al ducat de Gandia que durant més d'un segle va esdevenir el principal productor de sucre a escala mundial. Temptatives d'introduir la nova cultura a Castelló de la Plana van fracassar, perquè els pagesos no eren motivats per canviar terres d'hort per la canya. Entorn del segle xvi es va crear una màquina més avançada anomenada «enginy» que va permetre de duplicar el volum de suc. d'Andalusia i de l'Algarve. Al voltant de 1420, la producció de sucre es va estendre a les Illes Canàries, Madeira i les Açores que tenen un clima més idoni cosa que al cap i a la fi conduirà al declivi de la indústria sucrera a Gandia.

### Història moderna
El portuguesos, més tard, crearen plantacions al Brasil. Hans Staden va deixar escrit que el 1540, a l'Illa de Santa Caterina hi havia vuit-centes sucreries, i a la costa nord del Brasil i Surinam calculà unes deu mil.
Cap al 1625, els neerlandesos importaren canya de sucre d'Amèrica del Sud i crearen plantacions a les illes del Carib, les Illes Verges i Barbados. De 1625 a 1750, el sucre esdevingué una mercaderia molt apreciada, i el Carib se'n va fer el líder mundial en la producció gràcies a la mà d'obra proveïda per l'esclavitud.
Durant el segle xvii, el sucre es va convertir en un aliment molt popular i el seu mercat va experimentar un fort creixement; la seva producció es va realitzar cada vegada d'una manera més mecanitzada. La primera màquina de vapor alimentà la primera fàbrica de sucre a Jamaica el 1768, i poc després, el vapor substituí el foc com a font de calor.
La cultura de la remolatxa sucrera es va desenvolupar a l'època de Napoleó, a conseqüència de l'embargament imposat per Anglaterra. De fet, el 2 de gener de 1812, el fabricant francès Benjamí Delessert va aconseguir de treure el suc -impur i de rendiment mínim- separant els envans de l'arrel. El 1864, un fabricant de sucre de Moràvia, el també francès Robert, va obtenir un suc de qualitat més bona per difusió.
En l'actualitat, Cuba és un dels principals estats productors de canya de sucre, de la qual l'home també ha sabut obtenir l'alcohol a fi de produir un aiguardent, que després d'un llarg procés dona lloc al rom. Actualment, les arrels es tallen a brins i es trituren per a extreure'n el suc. A més, una gran refineria mitjana de remolatxa produeix cinc-centes mil tones de sucre en vint-i-quatre hores amb un personal permanent de prop de cent cinquanta persones.

## Tipologia

### Monosacàrids
La glucosa, la fructosa i la galactosa són tots sucres simples, monosacàrids, amb la fórmula general C₆H₁₂O₆ Tenen cinc grups hidroxil (-OH) i un grup carbonil (C = O) i són cíclics quan es dissolen en aigua. Cadascun d'ells existeix com a isòmer amb formes dextro- i levo-rotatòries que fan que la llum polaritzada es desviï cap a la dreta o l'esquerra.
- La glucosa (Glc), també anomenada sucre de raïm, és un monosacàrid que les cèl·lules utilitzen com a font d'energia i com a intermediari metabòlic. És un dels principals productes de la fotosíntesi i el principal punt de partida de la respiració cel·lular, tant als organismes procariotes com als eucariotes. Químicament, la glucosa és una aldohexosa, però dels dos isòmers possibles d'aquesta aldohexosa, només la D-glucosa és biològicament activa, ja que la L-glucosa no pot ésser utilitzada per les cèl·lules. La D-glucosa rep el nom de dextrosa (terme que és una síncope de «glucosa dextrorotatòria»)[16] especialment a la indústria alimentària, que la utilitza en l'elaboració de molts productes. Combinada amb la fructosa constitueix un disacàrid: la sacarosa, que és la molècula que forma el sucre ordinari o sucre de canya. També és la molècula que, en polimeritzar-se de diverses maneres, forma la cel·lulosa, el midó o el glicogen.
- La fructosa és un sucre simple o monosacàrid que es troba en els éssers vius. És un dels tres sucres més importants que es troben als aliments i també en la sang, juntament amb la glucosa i la galactosa. Contenen fructosa, sacarosa i glucosa productes naturals com la mel, les fruites i alguns tubercles, arrels i bulbs com ara la remolatxa, el moniato, la xirivia i la ceba. La fructosa també s'obté per digestió enzimàtica de la sacarosa. El consum de fructosa és indicat en pacients de diabetis mellitus o hipoglucèmia, ja que té un índex glicèmic de 32, molt baix si el comparem amb el de la sacarosa o sucre de taula. Aquesta propietat es deu al fet que la via metabòlica encarregada de degradar la fructosa en el fetge és molt més llarga i complexa, amb diferents passos de fosforilació i molts més enzims involucrats.
- La galactosa és un monosacàrid format per sis àtoms de carboni o hexosa, que es converteix en glucosa al fetge com a aportació energètica. A més, forma part dels glucolípids i glucoproteïnes de les membranes cel·lulars de les cèl·lules, sobretot de les neurones.

### Disacàrids
La sacarosa, la maltosa i la lactosa són tots els sucres compostos, disacàrids, amb la fórmula general C₁₂H22O11 Es formen per la combinació de dues molècules de monosacàrids amb l'exclusió d'una molècula d'aigua.
- La sacarosa és el compost orgànic principal component del sucre de taula. Aquesta substància blanca, inodora, cristal·lina i de gust dolç i agradable; és famosa pel seu paper en la nutrició humana. La molècula de sacarosa és un disacàrid format per la unió d'una glucosa i una fructosa amb la fórmula molecular C₁₂H22O11. Aproximadament, es produeixen 150.000.000 tones de sacarosa cada any.[17] Els més coneguts són el sucre blanc, el sucre refinat i el sucre morè, també anomenat integral o roig.
- La maltosa és un disacàrid format per dues α+D glucopiranoses. La unió de les dues glucoses és per mitjà d'un enllaç α(1→4), per tant és un enllaç monocarbonílic, o sigui, que s'estableix entre el carboni anomèric de la primera glucosa i el quart carboni, que no és anomèric. Pot reduir el reactiu de Fehling. Es troba en l'oli, les fècules i la cervesa. Es pot obtenir per hidròlisi del midó o del glicogen, procés sobretot emprat en la indústria.
- La lactosa (alfa-D-galactopiranosil-beta-D-glucopiranosa) és un disacàrid format per la unió d'una glucosa i una galactosa. Concretament hi intervenen una β-galactopiranosa i una α-glucopiranosa unides pels carbonis 1 i 4 respectivament. Al formar-se l'enllaç entre els dos monosacàrids se'n desprèn una molècula d'aigua. A més aquest compost posseeix l'OH hemiacetàlic per la qual cosa es dona la reacció de Benedict. La lactosa s'anomena també sucre de la llet, ja que apareix a la llet de les femelles dels mamífers en una proporció del 4-5%. La llet de camella, per exemple, és rica en lactosa. Cristal·litza amb una molècula d'aigua d'hidratació, i per això la seva fórmula és: C12H22O11·H2O, és a dir, que també se la pot anomenar lactosa monohidrat.
- Els productes derivats: Com el Sucre de llustre.[18] També anomenat sucre en pols o sucre glacé. Derivat del blanc o refinat, s'obté polvoritzant el sucre i afegint-hi un 0,5% de midó de blat de moro.

## Producció
La producció mundial de sucre en el 2015 va arribar a ser de 169.083.000 tones. D'aquesta producció en trobem al voltant d'un 19% que es produïda a través de l'extracció dels sucres de la remolatxa sucrera (Beta vulgaris L. subsp. vulgaris var. Altíssima grup), i al voltant del 80% que es produïda mitjançant l'extracció de la canya de sucre (Saccharum spp).
Altres fonts d'extracció de sucre menys importants podrien ser la palmera datilera (Phoenix dactylifera), l'auró de sucre (Acer saccharum) i Cocoter (Cocos nucifera).

### Condicions climàtiques de la canya de sucre
El principal cultiu de la canya de sucre es troba en zones tropicals, amb temperatures altes, ja que per créixer necessita un mínim de 14-16 °C i la seva temperatura òptima de germinació oscil·la entre 32-38 °C. Per un creixement vegetatiu més ràpid I una major producció I assimilació de sucres requereix una humitat relativa alta, una bona radiació solar que permetrà una eficient fotosíntesi, un requeriment hídric d'uns 1200–1500 mm anuals, uns exemples serien:Brasil, l'Índia, Xina, Tailàndia, Mèxic i Austràlia

### Condicions climàtiques de la remolatxa sucrera
El sucre de remolatxa prové de regions amb climes freds com són el nord-oest i l'est d'Europa, el nord del Japó, a més d'algunes zones dels Estats Units (incloent Califòrnia). A l'hemisferi nord, la temporada de cultiu de la remolatxa acaba amb l'inici de la collita als volts de setembre. La recollida i el procés continua fins al març en alguns casos. L'habilitat de processament de la capacitat de la planta i el temps, influeixen ambdós en la durada de collita i processament – la indústria pot fer anar més ràpid el procés des de la collita fins al processament, però una remolatxa congelada i, per tant, perjudicada no podrà ser mai processada.

### Polítiques globals sobre la producció i el consum de sucre
La Unió Europea s'ha convertit en el segon exportador de remolatxa més important del món. La Política Agrícola Comunitària de la UE estableix quotes màximes per a la producció dels membres per adaptar l'oferta i la demanda a un preu comú. Europa exporta quota de producció en excés (al voltant de 5 milions de tones el 2003). Part d'aquesta quota de sucre és subvencionada pels impostos de les indústries, la resta (aproximadament la meitat) es ven com a "contingent C" de sucre a preus de mercat sense subvencions. Aquestes subvencions i una tarifa creixent d'importació fan difícil als altres països exportar cap als membres de la Unió Europea, o competir amb ells en els mercats mundials.
Els Estats Units han establert uns preus més alts de sucre per donar suport als seus productors. L'efecte d'això ha estat que molts consumidors usuals de sucre s'han canviat a consumidors de xarop de blat de moro (producció de begudes) o han hagut de marxar del país (com a productors de dolços).
Els baixos preus dels xarops de glucosa produïts a partir de blat i blat de moro, amenacen el mercat del sucre tradicional. Això, combinat amb la producció d'edulcorants artificials, permet als fabricants de begudes produir productes de molt baix cost.
La política del sucre enfront HFCS (high-fructose corn syrup: xarop de blat de moro)
La sacarosa ha estat parcialment reemplaçada a Amèrica en el camps de l'alimentació per altres edulcorants artificials com els xarops de glucosa o combinacions d'ingredients funcionals i edulcorants més potents. Aquest canvi és atribuïble a les subvencions que ha donat el govern dels EUA pel productors de sucre del país i a les tarifes o impostos que ha imposat als importadors estrangers, fent així que el preu de la sacarosa sigui més alt allà que en qualsevol altra part del món.
A causa, doncs, d'aquests preus tan elevats de la sacarosa, als productors d'aliments dolços els surt més a compte utilitzar altres edulcorants, com el HFCS.

### Procés d'extracció i refinació del sucre de la canya de sucre[20]
La quantitat de sacarosa presenta la canya de sucre sol fluctuar entre un 15-20%
1. Primerament, per aconseguir el sucre es trituren els talls de la canya i seguidament, dins d'uns molins i mitjançant pressió, s'extrau un suc, amb un bagàs de fibra llenyosa d'un 50%. Aquest, conté un 90% de sacarosa, la qual s'extrau mitjançant una maceració, la seva dilució, amb aigua calenta a què se sotmet la canya durant el seu procés d'extracció del suc.
2. Separació de sòlids: Una vegada es té el suc extret de la canya, es filtra per eliminar els sòlids insolubles.
3. Alcanització: A partir d'un reactor d'aire, es barregen amb el suc el decolorant, l'àcid fosfòric i el sacarat de calci.
4. Clarificació: S'introdueix el suc per un clarificador per separar les possibles substàncies sòlides insolubles que hi puguin quedar, a través d'un procés de sedimentació.
5. Decoloració: Mitjançant una cisterna de carbó actiu, s'elimina el color del suc clarificat, ja que el carbó reté els agents que li donen color al suc.
6. Filtració: Amb un filtre a pressió, es retenen components no desitjats del suc, per una separació de líquid-sòlid, per obtenir un suc clar.
7. Evaporació: A través de altes temperatures, s'extrau l'aigua del suc, mitjançant un efecte d'evaporació, per aconseguir un suc concentrat.
8. Cristal·lització: El suc concentrat s'introdueix en unes màquines al buit i normalment, en les grans indústries, se li incorporen uns grans de sucre molt finament que acceleren el procés.
9. Centrifugat i assecat: Primerament, el resultat de la cristal·lització es passa per un procés de centrifugat per separar el suc restant dels cristalls de sucre refinats. Seguidament, a través d'aire calent, se seca el sucre per retirar-ne la humitat, i aconseguir el resultat final, el sucre refinat.

### El procés de extracció de sucre blanc refina de la remolatxa sucrera.[21]
La quantitat de sacarosa presenta la remolatxa sucrera sol fluctuar entre un 12-16% 
1. col·lecció de la remolatxa en el primer cicle vital de aquesta.
2. Neteja de la remolatxa (de terra, fulles i arrels).
3. Tallar la remolatxa a en rodanxes de 2 a 3 mil·límetres.
4. Submergir-la en un bany d'aigua entre 70-80 °C (per dissoldre el sucre en l'aigua). Aquest procediment consta de 2 maneres d'elaborar-lo principalment.
  1. Mitjançant corrents de aigua fent corre els talls de remolatxa en conte direcció de l'aigua.
  2. O simplement posar dintre deu un cubeta amb aigua.
5. Filtratge mecànic de l'aigua a treves de malles
6. Precipitació de substàncies no glúcids de per mitjans de segrestants principalment calç morta (Ca(OH)2) amb la adició posterior de diòxid de carboni (CO2) fent que els metalls precipitin i es puguin filtrar la dissolució.
7. Concentrar la dissolució de aigua i sacarosa per evaporació d'un 10% a un 65%.
8. Concentració de la dissolució a 85%  es fa a dintre una olla al buit per evitar la caramel·lització.
9. Arribada al percentatge de 85% de sacarosa dintre de la dissolució començarà a cristal·litzar per sobre sobresaturació. En aquest procés es normal la incorporació de sucre en pols per tenir uns nuclis per agilitzar la cristal·lització. Es pas a un tambor rotatiu perforat per refredar la dissolució i afavorir la cristal·lització.
10. Centrifugar els cristalls per separar-ne els l'aigua restant i tornar a encalentir-la per començar de nou el procés. Es pot arribar a fer tres vegades aquest procediment.
11. Una vegada acabat aquest procediment el xarop que5 et queda de centrifugar-lo es anomenat melassa.
12. Refinament una vegada obtingut el sucre cristal·litzat es torna a dissoldre dintre aigua amb un pH del 7,5 a una temperatura de 80 °C. On se li agrega en un percentatge del 0,1% de carbó actiu per netejar-lo de totes les impureses que encara estiguin presents dintre de la dissolució. Per seguidament filtrar-lo.
13. Una vegada tens la dissolució filtrada s'inicia una altra vegada el procés de cristal·lització. Concentració de la dissolució al 80% dintre un evaporador al buit.
14. Cristal·lització dintre un tambor rotatiu perforat per refredar la dissolució.
15. Molta de dels cristalls de sucre a fi d'obtenir uns cristalls d'una mida homogènia. En aquest pas depenent de la mida dels cristalls obtindrem diferents tipus de sucre blanc. Ex: sucre llustre,... .
16. Assecat dels cristalls per una millor conservació i presentació comercial.

### Canya contra remolatxa
És complicat de trobar una diferència entre el sucre completament refinat de la canya de sucre i el de la remolatxa.
Una manera de trobar diferències és fer una anàlisi d'isòtops. La canya utilitza C4 fixacions de carboni, i la remolatxa, C3. Això es tradueix en 13C i 12 C isòtops dins la sacarosa. Aquest tipus de test es fa servir per detectar un abús fraudulent de les subvencions que presta la UE i per ajudar en la detecció dels sucs de fruites adulterats.
La producció del sucre de canya necessita aproximadament quatre vegades més d'aigua que la producció de sucre a partir de la remolatxa; per aquest motiu, alguns països que tradicionalment tenien cultiu de canya sucrera, han començat nous cultius de remolatxa i fàbriques adaptades a aquesta producció. D'altra banda, el sucre de canya tolera millor els climes càlids. Algunes fàbriques sucreres processen els dos tipus de mètodes d'extracció del sucre, segons l'època de l'any en què es trobin.
Els residus que genera l'extracció de sucre depenen de les matèries primeres utilitzades i del lloc de la producció.
Moltes marques etiquetaven el seu sucre com a “pura canya”, però el sucre de remolatxa és quasi sempre etiquetat com a sucre o sucre pur. Però entrevistes amb els cinc principals productors de sucre de remolatxa han demostrat que la major part del sucre de remolatxa és pura remolatxa. El codi del lot serveix per identificar la companyia i la planta de la qual prové el sucre, fet que possibilita al botiguer identificar qualsevol paquet de sucre i saber qui n'és el productor.

### Sucre de cuina
Els anomenats “sucres en brut” comprenen els sucres passant pels grocs fins als marrons, obtinguts per l'ebullició i l'evaporació amb calor del xarop de sucre líquid, fins que cristal·litza, amb el mínim de tractaments químics possibles.
Els tipus de “sucre brut” inclouen la demerara, la muscovada i la turbinada. Mauritània i Mali exporten els tres tipus de sucre en quantitats importants. Els productors preparen algunes vegades el sucre líquid en comptes de cristal·litzat, d'aquesta manera el poden barrejar amb sucre menys pur (amb algunes impureses) i cristal·litzar la mescla. Aquest tipus de mescla es fa servir en pastisseria i producció de pans. A Sud-amèrica, el sucre pur no té gaire mercat, sinó que és aquesta mescla la que l'ocupa.

### Contingut del sucre dissolt
Els científics i la indústria del sucre utilitzen els graus de Brix (símbol: ºBx), introduïts per Antoine Brix, com a unitats de mesura de la relació de massa de les substàncies dissoltes en aigua; o dit d'una altra manera, 25 grams de sacarosa i 75 grams d'aigua en una dissolució.
Aquests graus estan mesurats amb sensors d'infrarojos. Aquesta manera de mesura no és equivalent a la mesura de densitat o a la d'índex de refracció.
Quan es fa servir un aparell de mesura de refracció, els resultats s'expressen en RDS (refractomeric dried substance). Es podrà parlar de líquid quan hi hagi 20ºBx RDS.

### Països productors
Els 5 productors més grans del món el 2011 eren Brasil, Índia, la Unió Europea, la Xina i Tailàndia. En el mateix any, els exportadors més importants van ser Brasil, seguit de lluny per Tailàndia, Austràlia i l'Índia. Els principals importadors de sucre van ser la Unió Europea, els Estats Units i Indonèsia. Actualment Brasil té la taxa per capita més alta del món pel que fa al consum de sucre, seguit per Austràlia, Tailàndia i la Unió Europea.
| País         | Milions de tones |
| ------------ | ---------------- |
| Brasil       | 34.24            |
| Índia        | 28.87            |
| Tailàndia    | 11.00            |
| Xina         | 9.49             |
| Pakistan     | 6.10             |
| Mèxic        | 5.88             |
| Austràlia    | 4.82             |
| Estats Units | 3.28             |
| Guatemala    | 2.84             |
| Indonèsia    | 2.51             |

| País         | Milions de tones |
| ------------ | ---------------- |
| Unió Europea | 15.04            |
| Rússia       | 5.10             |
| Estats Units | 4.43             |
| Turquia      | 2.00             |
| Ucraïna      | 1.43             |
| Egipte       | 1.37             |
| Xina         | 0.77             |
| Iran         | 0.66             |
| Japó         | 0.62             |
| Belarús      | 0.49             |

| País         | 2007/08 | 2008/09 | 2009/10 | 2010/11 | 2011/12 | 2015    |
| ------------ | ------- | ------- | ------- | ------- | ------- | ------- |
| Brasil       | 31,600  | 31,850  | 36,400  | 38,350  | 35,750  | 34.240  |
| Índia        | 28,630  | 15,950  | 20,637  | 26,650  | 28,300  | 28.870  |
| Unió Europea | 15,614  | 14,014  | 16,687  | 15,090  | 16,740  | 15.300  |
| Xina         | 15,898  | 13,317  | 11,429  | 11,199  | 11,840  | 10.260  |
| Tailàndia    | 7,820   | 7,200   | 6,930   | 9,663   | 10,170  | 11.000  |
| Estats Units | 7,396   | 6,833   | 7,224   | 7,110   | 7,153   | 7.700   |
| Mèxic        | 5,852   | 5,260   | 5,115   | 5,495   | 5,650   | 5.880   |
| Rússia       | 3,200   | 3,481   | 3,444   | 2,996   | 4,800   | 5.100   |
| Pakistan     | 4,163   | 3,512   | 3,420   | 3,920   | 4,220   | 6.130   |
| Austràlia    | 4,939   | 4,814   | 4,700   | 3,700   | 4,150   | 4.820   |
| Altres       | 38,424  | 37,913  | 37,701  | 37,264  | 39,474  | 39.783  |
| Total        | 163,536 | 144,144 | 153,687 | 161,437 | 168,247 | 169.083 |

## Salut humana
Fa molt de temps que els éssers humans consumeixen sucres, però mai abans havien tingut accés a una quantitat i a una diversitat tan gran de sucres com els que componen la dieta moderna.
El sucre és una font d'energia de fàcil i ràpida assimilació, necessària per al nostre organisme, fonamentalment per al cervell, els músculs i el sistema nerviós.
Diversos estudis han indicat la possible relació entre el consum de sucres processats i alguns perills per salut, incloent-hi l'obesitat i la caiguda de dents. John Yudkin mostrava que el consum de sucre i altres dolços refinats està íntimament associat amb malalties coronàries.
D'altres estudis defensen el paper que ocupa el sucre com a font d'energia d'origen alimentari: segons aquests estudis, el consum excessiu d'energia d'origen alimentari de qualsevol tipus provoca una acumulació de greixos. No obstant això, tant el greix com els olis tenen més del doble del contingut calòric, pes per pes, que els hidrats de carboni.
El consum excessiu de qualsevol macronutrient (grassa, proteïna o hidrat de carboni), per sobre de la quantitat necessària per a satisfer els requeriments energètics basals i de l'activitat, portarà a un augment en l'acumulació de grassa corporal. A més, hem de tenir en compte que l'excés de la grassa a la dieta
s'acumula més fàcilment que l'excés d'hidrats de carboni.
Hi ha evidència científica que recolza que el fet d'ingerir sucre està correlacionat amb un augment de pes. Alguns metanàlisis al respecte conclouen que la ingesta de sucre està relacionada amb un augment de pes. El metanàlisi més recentment publicat, realitzat per l'Organització Mundial de la Salut (WHO), va trobar que reduint significativament la ingesta de sucres es redueix el pes corporal, mentre que un augment de la ingesta de sucre condueix a un augment de pes comparable. Així, per exemple, el consum regular de begudes ensucrades, que en les últimes dècades ha augmentat de forma considerable, s'ha demostrat que és causa d'un augment de pes i, per tant, que contribueix a l'aparició de l'obesitat.

### Càries a les dents
Es podria dir que les càries de les dents s'han convertit en el perill per a la salut més important relacionat amb el consum de sucre. Els bacteris orals, com pot ser Streptococcus mutans, viuen a una placa dental i metabolitzen qualsevol sucre (no només la sacarosa, sinó també glucosa, lactosa, fructosa, o midons cuits) dins l'àcid làctic. Altes concentracions d'àcid a la superfície de la dent poden provocar-ne la desmineralització.
Els bacteris de la placa dental poden convertir tots els sucres de 6 carbonis i els disacàrids basats en sucres de 6 carbonis, en l'àcid que desmineralitza les dents. La sacarosa és útil només per l'Streptococcus mutans. La sacarosa pot ser el sucre més eficient si és convertit en dextrà, amb el qual el bacteri s'enganxa a la superfície de la dent. Per tant, la sacarosa permet a l'Streptococcus mutans adherir-se amb més força i així resistir als intents d'eliminació. El mateix dextrà també actua com a reserva d'aliments pels bacteris. Aquesta funció especial de la sacarosa en la formació de càries a les dents és més significatiu en vista de l'ús gairebé universal de la sacarosa com a l'agent edulcorant més desitjable.

### Índex glucèmic
La sacarosa té un índex glucèmic moderadament alt (64, més o menys com la mel, 62, però no tant com la maltosa, 105) que, al seu torn, provoca una resposta immediata en el sistema digestiu del cos. Igual que altres sucres, la sacarosa és digerida en glucosa (sucre en sang) i es transporta a la sang. Igual que amb altres sucres, el consum excessiu pot causar un augment en els nivells de sucre en sang, dels normals de 90 mg/dl fins a més de 150 mg/dl

### Diabetis
La diabetis, una malaltia que fa que el cos metabolitzi poc sucre, es produeix quan:
1. El cos ataca les cèl·lules productores d'insulina, una substància química que permet realitzar el metabolisme dels sucres al nostre cos (diabetis tipus 1).
2. Les cèl·lules del cos presenten una disminució de respostes a la insulina (diabetis tipus 2).

Quan la glucosa s'acumula al torrent sanguini, pot causar dos problemes:
1. A curt termini, les cèl·lules no tenen energia perquè no tenen accés a la glucosa.
2. A llarg termini, l'acumulació de glucosa augmenta l'acidesa de la sang, cosa que fa malbé molts d'òrgans del nostre cos, inclòs els ulls, els ronyons, els nervis i/o el cor.

Les autoritats aconsellen als diabètics evitar els aliments rics en sucre per evitar reaccions adverses.

### Obesitat
El Sistema Nacional de Salut i Nutrició indica que la població als Estats Units ha augmentat el seu consum d'energia dels carbohidrats i ha disminuït la de greixos, mentre s'observa que l'obesitat s'ha incrementat. Això implica, juntament amb l'informe de Nacions Unides citat a continuació, que l'obesitat té major relació amb el consum de sucres que amb el consum de greixos, i reduir el consum de greixos mentre s'augmenta el consum de sucres, en realitat augmenta el nivell d'obesitat. La taula següent resumeix l'estudi (basat en la proporció d'energia que es consumeix a partir de les diferents font d'aliments, per a adults dels EUA de 20 a 74 anys, realitzada pels departaments de Salut i Serveis Humans dels EUA, Centres pel control i la Prevenció del Centre National d'Estadístiques de la Salut, Hyattsville MD):
| Any  | Sexe  | Carbohidrats | Greixos | Proteïnes | Obesitat |
| ---- | ----- | ------------ | ------- | --------- | -------- |
| 1971 | Homes | 42,4%        | 36.9%   | 16.5%     | 12,1%    |
| 1971 | Dones | 45.4%        | 36.1%   | 16.9%     | 16,6%    |
| 2000 | Homes | 49.0%        | 32.8%   | 15.5%     | 27,7%    |
| 2000 | Dones | 51.6%        | 32.8%   | 15.1%     | 34,0%    |

Un estudi de l'any 2002 realitzar per l'Acadèmia Nacional de Ciències dels EUA va concloure que no existeix una relació clara i consistent entre el major consum de sucres i l'IMC. (IMC o Índex de Massa Corporal, mesures de pes corporal i alçada).
El cap del servei de salut d'Amsterdam, Paul van der Velpen, considera que el sucre és addictiu.

### Gota
La gota és una malaltia relacionada amb un excés de producció d'àcid úric. Una dieta rica en sacarosa pot produir gota, ja que eleva el nivell d'insulina, cosa que impedeix l'excreció d'àcid úric al cos. Atès que la concentració d'àcid úric en el cos augmenta, també augmenta la concentració d'àcid úric al líquid de les articulacions. Quan arriba a una concentració crítica, l'àcid úric comença a precipitar en forma de cristalls. Els investigadors han implicat les begudes ensucrades en l'augment de casos de gota.

### Càncer
L'impacte de la dieta en la prevenció i el tractament del càncer és una àrea important d'investigació i els efectes diferencials de la font calòrica -carbohidrats, proteïnes o greixos- han estat un àmbit d'especial interès. Els carbohidrats proporcionen energia però, a diferència de les proteïnes i el greix, també estimulen els senyals d'insulina que pot ser un mitogen potent, però també podrien incriminar-se altres factors com l'obesitat, el sedentarisme, la glucosa en si o factors de creixement associats a la insulina. En tot cas és difícil de destriar la importància dels diferents factors de risc i, per tant, la ingesta del sucre per se, com en un estudi en que s'associa amb el càncer endometrial.
S'han realitzat alguns estudis prospectius. Així no s'ha trobat associació entre ingesta de sucres i càncer colorectal. S'ha trobat una relació entre les ingestes altes o molt baixes de sucres en la mortalitat per càncer i la malaltia cardiovascular. Un augment de càncer de mama en dones potmenopàusiques. Un augment en el tipus I (estrogen depenent) de càncer d'endometri.

### Assessorament nutricional de les Nacions Unides
El 2003, quatre organismes de les Nacions Unides (inclosa l'Organització Mundial de la Salut i l'Organització de l'Alimentació i l'Agricultura) van encarregar un informe, recopilat en un panell, de 30 experts. El panell va indicar que el total de sucres lliures (monosacàrids, disacàrids, afegits pels fabricants, cuiners o els consumidors als aliments, a més dels sucres presents de manera natural) no hauria de representar més del 10% de la ingesta energètica d'una dieta saludable, mentre que els carbohidrats han de representar un total entre el 55% i 75% de la ingesta d'energia.

### Debat sobre el sucre extrínsec
Continua la discussió pel que fa al valor del sucre extrínsec (addició de sucre als aliments) en comparació amb el sucre intrínsec (present als aliments de manera natural). Afegir sucre als aliments endolceix el sabor però augmenta el nombre total de calories, un dels efectes negatius en la salut i la fisiologia.
Als Estats Units, el sucre cada vegada es fa més evident en els productes alimentaris perquè els fabricants dels aliments afegeixen sucre o xarop de blat de moro d'alta fructosa als aliments que consumim. Les barres de caramel, els refrescs, les patates fregides, els snacks, els sucs de fruites, la mantega de cacauet, les sopes, els gelats, les melmelades, les galetes, els iogurts, els pa i molts altres aliments poden tenir sucres afegits.

### Preocupacions dels vegetarians i vegans
La indústria de refinament de sucre sovint utilitza ossos carbonitzats (ossos d'animals calcinats) com a decolorant. Al voltant del 25% del sucre produït als Estats Units es processa amb ossos carbonitzats com a filtre, la resta en un procés amb el carbó. Com que amb els ossos carbonitzats no sembla que el sucre estigui acabat, els líders religiosos jueus consideren que el sucre filtrat a través dels ossos és parve/kosher.

### Efecte sobre el comportament dels nens
Es va discutir sobre si hi havia influència sobre el comportament dels nens a partir del consum de sucres i aspartam i es va concloure que hi ha incertesa sobre si hi ha.

## Gastronomia
El sucre es pot preparar de maneres diverses que presenten diferents punts o densitats. A partir dels entre 20 i 40 µm de diàmetre, la textura del sucre és percebuda a la boca com a sorrenca. Segons la densitat, es fa servir per elaborar unes postres o unes altres:
- Almívar: és la solució de sucre i aigua en diferents proporcions.
- Xarop: se substitueix l'aigua per sucs de fruites, infusions, etc.
- Confitat: té una densitat de 28 ° a 30 °. S'hi arriba quan es pren una mica de sucre amb els dits i en separar-los es forma al mig una boleta. S'empra per a emborratxar?? i per al flamet. També per a conserves.
- sucre candi o sucre candit: sucre reduït a cristalls transparents, efecte d'una sèrie de clarificacions i d'una evaporació lenta.
- Bri (hebra) fluix: presenta una densitat de 30 ° que s'aconsegueix quan en mullar els dits amb almívar i separar-los, es forma un filet que es trenca quant té 1 cm de llargada. Es fa servir per preparar la crema de mantega, ou filat, etc.
  - Bri regular: té una densitat de 35 °. És igual que el bri fluix, però el fil que es forma es trenca més tard.
  - Bri fort: densitat de 37 °. El bri que es forma es trenca quan té uns 2 cm de llargada. En alguns casos, s'empra per preparar merenga italiana.
- Punt de globus o de suflé: per elaborar-lo, cal mullar una escumadora amb almívar i bufar pels forats perquè es formin globus. S'usa per fer merenga italiana i fondant.
- Punt de bola fluixa: presenta una densitat de 39 °. Per arribar a aquesta densitat s'agafa almívar amb una cullera, es fica amb aigua freda i s'intenta fer amb els dits una bola tova.
- Bola forta: té una densitat de 41 °. És igual que l'anterior, però en aquest cas la bola gairebé es cristal·litza. S'empra per fer massapans.
- Punt trencat: per aconseguir-lo s'ha d'agafar almívar amb una cullera, posar-ho amb aigua freda i al refredar-se, forma una llengüeta que es trenca amb facilitat.[54]

## Ciència i cuina
Mitjançant l'absorbància (es determina quan un raig de llum incideix en un cos translúcid, on una part de la llum s'absorbeix pel cos i la resta travessa el cos. A major quantitat de llum absorbida, major és l'absorbància del cos i menys llum transmetrà el cos), podríem obtenir el tipus de sucre òptim a utilitzar en funció d'opacitat que li volguèssim donar a un almívar.
la taula següent ens mostra la diferencia entre l'opcitat amb un sucre llustre/glacé (gra fi) amb el sucre blanc de taula habitual.
|           | GLACÉ  | LLUSTRE | BLANC  |
| 0/100ml   | 0.000A | 0.000A  | 0.000A |
| 5g/100ml  | 0.512A | 0.014A  | 0.007A |
| 15g/100ml | 0.915A | 0.102A  | 0.047A |
| 25g/100ml | 1.733A | 0.194A  | 0.118A |

El sucre blanc és el tipus de sucre òptim per dur a terme un almívar del qual volguem obtenir un resultat translúcid, mentre que el glacé dona un aspecte blanquinós per la xarxa que forma el midó que conté.